# Спрингфилд (Висконсин, округ Джэксон)
Спри́нгфилд (англ. Springfield) — американский населенный пункт в округе Джэксон, Висконсин. По данным переписи 2010 года население составляло 567 человек. Код FIPS: 55-75900, GNIS: ID 1584193.

## Население
По данным переписи 2000 года население составляло 567 человек, в городе проживало 152 семьи, находилось 187 домашних хозяйств и 229 строений с плотностью застройки 2,4 строения на км². Плотность населения 15,5 человек на км². Расовый состав населения: белые — 96,83 %, афроамериканцы — 0,18 %, коренные американцы (индейцы) — 1,59 %, азиаты — 0,18 %, представители двух или более рас — 1,23 %.
В 2000 году средний доход на домашнее хозяйство составлял $40 179 USD, средний доход на семью $39 000 USD. Мужчины имели средний доход $25 769 USD, женщины $20 795 USD. Средний доход на душу населения составлял $16 075 USD. Около 4,8 % семей и 9,5 % населения находятся за чертой бедности, включая 18,9 % молодежи (до 18 лет) и 0,0 % престарелых (старше 65 лет).